# 卡梅倫·米歇爾 (演員)
卡梅倫·米歇爾（Cameron Mitchell 1918年11月4日—1994年7月6日），原名卡梅倫·邁克道爾·米澤爾（Cameron McDowell Mitzell），是一名美國電影演員，1930年代開始在百老匯登台，1945年開始拍電影。

## 生平
他出生於美國賓夕法尼亞州達拉斯鎮，1939年在百老匯的《耶利米》上首次登台。1945年，米高梅和他簽下了三年的合同，由此進入電影界，刚开始在《菲律賓浴血戰》等电影中演出一些小角色。他在1949年上演的《推銷員之死》中扮演哈比·洛曼，之後又在1951年同名電影中再度飾演哈比。他在1994年死於肺癌，葬在加州大教堂城的沙漠紀念公園。